# Østersøtanglus
Østersøtanglus (Saduria entomon), også kaldet østersøkrebs, (sv skorv og fi kilkki), er en bentisk organisme, der hører til isopoderne blandt krebsdyrene. Den lever på blød havbund, hvor den let kan grave sig ned. Den foretrækker koldt vand og lever almindeligvis på dybt vand. Østersøtanglusen klarer sig nemt i skiftende saltholdigheder. Den træffes i hele Østersøen fra Bornholm og nord ud til Den Botniske Bugt og Den Finske Bugt, samt i det sydligste Øresund. Desuden lever arten på dybt vand i Vänern, Sveriges største sø.
Den anses for at være et af Østersøens istidsrelikter fra den sidste istid, der er indvandret fra Ishavet. Østersøtanglusen er et af de største krebsdyr i Østersøen, idet den kan blive op til 7 cm lang.

## Føde
Østersøtanglusen er både kannibal, ådselæder og aktivt rovdyr. Den æder bunddyr, eksempelvis hvid østersøtangloppe. Østersøtanglusen bevæger sig aktivt på bunden i sin søgen efter føde eller ligger på lur efter sit offer gravet ned i bundslammet. Østersøtanglusen har en såkaldt "kemisk lugtesans", hvormed den sanser potentielle byttedyr.

## Rovfisk
Mange af de fiskearter der findes på havbunden, fortærer østersøtanglus i særdeleshed torsk og ulk.